# Distrito electoral federal 3 de Durango
El III Distrito Electoral Federal de Durango es uno de los 300 Distritos Electorales en los que se encuentra dividido el territorio de México para la elección de diputados federales y uno de los 4 en los que se divide el estado de Durango. Su cabecera es la ciudad de Guadalupe Victoria.
Desde la distritación de 2017, se conforma con los municipios de Canatlan, Coneto de Comonfort, Cuencamé, General Simón Bolívar, Guadalupe Victoria,Lerdo, Nazas, Nombre de Dios, Nuevo Ideal, Pánuco de Coronado, Peñón Blanco,Poanas, Rodeo, San Juan de Guadalupe, San Juan del Río, San Luis del Cordero y Santa Clara.
Desde 1930 hasta 2018, el Partido Revolucionario Institucional (PRI) y sus antecesores retuvieron de forma ininterrumpida la representación a la Cámara de Diputados en el III Distrito.

## Distritaciones anteriores

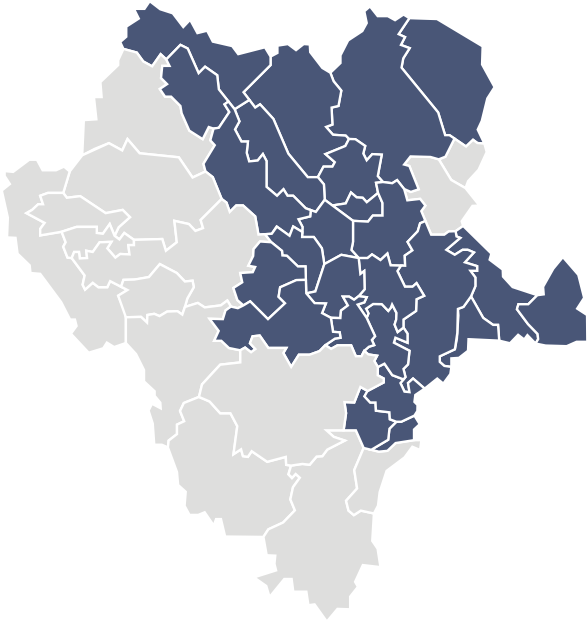
Territorio del III Distrito entre 2005 y 2017.

### Distritación 1996 - 2005
Entre 1996 y 2005 el territorio del distrito estaba formado por los municipios de Coneto de Comonfort, Cuencamé, General Simón Bolívar, Guadalupe Victoria, Nazas, Pánuco de Coronado, Peñón Blanco, Rodeo, San Juan de Guadalupe, San Juan del Río, San Luis del Cordero, San Pedro del Gallo y Santa Clara. Su cabecera era Ciudad Lerdo.

### Distritación 2005 - 2017
Desde el proceso de distritación de 2005, el territorio del Distrito III está integrado por la región central y oriental del estado, es el distrito más extenso de Durango, los municipios que lo conforman son Canatlán, Coneto de Comonfort, Cuencamé, El Oro, General Simón Bolívar, Guadalupe Victoria, Hidalgo, Indé, Mapimí, Nazas, Nombre de Dios, Nuevo Ideal, Ocampo, Pánuco de Coronado, Peñón Blanco, Poanas, Rodeo, San Bernardo, San Juan de Guadalupe, San Juan del Río, San Luis del Cordero, San Pedro del Gallo, Santa Clara, Tlahualillo y Vicente Guerrero.

## Diputados por el distrito
| Diputado                         | Grupo parlamentario | Legislatura                | Periodo     |
| -------------------------------- | ------------------- | -------------------------- | ----------- |
| Francisco Zarco                  | Liberal             | Constituyente              | 1856 - 1857 |
| Carlos Lodoza                    |                     | I                          | 1857        |
| Vacante                          | Vacante             | II                         | 1861 - 1863 |
| G. Gamiochipi                    |                     | II III                     | 1861 - 1865 |
| Jesús Ríos y Valles              |                     | IV                         | 1867 - 1868 |
| Vacante                          | Vacante             | V VI VII                   | 1869 -1875  |
| Miguel Vargas                    |                     | VIII                       | 1875 - 1878 |
| Vacante                          | Vacante             | IX                         | 1878 - 1880 |
| Luis Fernández                   |                     | X                          | 1880 - 1882 |
| Trinidad García de la Cadena     |                     | XI                         | 1882 - 1884 |
| Francisco Escobar y Vázquez      |                     | XII XIII                   | 1884 - 1888 |
| Juan Gutiérrez                   |                     | XIV XV                     | 1888 - 1892 |
| Miguel Amador                    |                     | XVI                        | 1892 - 1894 |
| Leopoldo Rincón                  |                     | XVII XVIII                 | 1894 - 1898 |
| Roberto Orrantía                 |                     | XIX                        | 1898 - 1900 |
| Enrique Montero                  |                     | XX XXI                     | 1900 - 1904 |
| Luis A. Aguilar                  |                     | XXII                       | 1904 - 1906 |
| Vacante                          | Vacante             | XXIII                      | 1906 - 1908 |
| Luis A. Aguilar                  |                     | XXIV XXV                   | 1908 - 1912 |
| Vacante                          | Vacante             | XXVI                       | 1912 - 1913 |
| Antonio Gutiérrez Rivera         |                     | Constituyente XXVII XXVIII | 1916 - 1920 |
| Salvador Franco Urias            |                     | XXIX XXX                   | 1920 - 1924 |
| Juan Pablo Estrada               |                     | XXXI                       | 1924 - 1926 |
| Daniel R. Gutiérrez              |                     | XXVII XXXIII               | 1926 - 1930 |
| Lorenzo Gámiz                    |                     | XXXIV                      | 1930 - 1932 |
| Fernando Arenas                  |                     | XXXV                       | 1932 - 1934 |
| Miguel Arrieta Vizcarra          |                     | XXXVI                      | 1934 - 1937 |
| Ernesto Calderón R.              |                     | XXXVII                     | 1937 - 1940 |
| Braulio Meraz Navárez            |                     | XXXVIII                    | 1940 - 1943 |
| Marino Castillo Nájera           |                     | XXXIX                      | 1943 - 1946 |
| Ramiro Rodríguez Palafox         |                     | XL                         | 1946 - 1949 |
| Gustavo Durón González           |                     | XLI                        | 1949 - 1952 |
| Ramiro Rodríguez Palafox         |                     | XLII                       | 1952 - 1955 |
| Juan Pescador Polanco            | PP                  | XLIII                      | 1955 - 1958 |
| Enrique Wenceslao Sánchez García |                     | XLIV                       | 1958 - 1961 |
| Agustín Ruiz Soto                |                     | XLV                        | 1961 - 1964 |
| Enrique Wenceslao Sánchez García |                     | XLVI                       | 1964 - 1967 |
| Juan Antonio Orozco Fierro       |                     | XLVII                      | 1967 - 1970 |
| Francisco Navarro Veloz          |                     | XLVIII                     | 1970 - 1973 |
| Víctor Rocha Marín               |                     | XLIX                       | 1973 - 1976 |
| Salvador Reyes Nevares           |                     | L                          | 1976 - 1979 |
| Armando del Castillo Franco      |                     | LI                         | 1979 - 1982 |
| María Albertina Barbosa Espinoza |                     | LII                        | 1982 - 1985 |
| Francisco Gamboa Herrera         |                     | LIII                       | 1985 - 1988 |
| Rubén Hernández Higuera          |                     | LIV                        | 1988 - 1991 |
| Francisco Gamboa Herrera         |                     | LV                         | 1991 - 1994 |
| José Rosas Aispuro               |                     | LVI                        | 1994 - 1997 |
| Juan Arizmendi Hernández         |                     | LVII                       | 1997 - 2000 |
| Olga Margarita Uriarte Rico      |                     | LVIII                      | 2000 - 2003 |
| Fernando Adame de León           |                     | LIX                        | 2003 - 2006 |
| José Rubén Escajeda Jiménez      |                     | LX                         | 2006 - 2009 |
| Óscar García Barrón              |                     | LXI                        | 2009 - 2012 |
| José Rubén Escajeda Jiménez      |                     | LXII                       | 2012 - 2015 |
| Óscar García Barrón              |                     | LXIII                      | 2015 - 2018 |
| Maribel Aguilera Cháirez         |                     | LXIV LXV                   | 2018 -      |

## Resultados electorales

### 2018
|  | 27.43 % |

|  | 22.65 % |

|  | 5.09 % |

|  | 1.75 % |

|  | 39.16 % |

|  | 1.70 % |

|  | 0.02 % |

|  | 3.86 % |

|  | 100.00 % |

### 2009
|  | Partido Acción Nacional                        |  | Bernardo Ceniceros Núñez |
|  | Partido Revolucionario Institucional           |  | Óscar García Barrón      |
|  | Partido de la Revolución Democrática           |  | Ismael Ayala Salazar     |
|  | Coalición Salvemos a México (PT, Convergencia) |  | Sergio Silva Labrador    |
|  | Partido Verde Ecologista de México             |  | Jesús Badillo Velázquez  |
|  | Partido Nueva Alianza                          |  | Gerardo Rivera Gallardo  |
|  | Partido Socialdemócrata                        |  | Salomé Vázquez Navarrete |
|  | Partido Duranguense                            |  |                          |